# Чифте хамам (Тетово)
Вижте пояснителната страница за други значения на Чифте хамам.
Чифте хамам, известен и като Беговски или Хуршиде хамам (на македонска литературна норма: Чифте амам, Бегов, Хуршиде амам; на албански: Çifte hamami), е стара османска баня в град Тетово, Република Македония, днес художествена галерия. Хамамът е сред най-забележителните паметници на Тетово.
Хамамът е класически пример за османска архитектура. Изграден е на левия бряг на река Пена в края на XV - началото на XVI век, срещу Шарената джамия, на пътя свързващ Тетово с положките села. Построен е от Мехмед Челеби, син на Исак бег.
Градежът е от дялани камъни, варовик и тухлена украса, характерна за периода. Спойката е от варовик. Схемата е типичната симетрична двойна баня, от където идва името чифте. Входът е от изток и е засводен. Прозорци има само в съблекалнята. Сградата има два големи и два малки купола. Различната големина на куполите разчупва монотонността на обекта. Първият купол е седмоъгълен, като във всеки ъгъл има кръгъл отвор, от който влиза светлина. Хамамът е украсен с пластични и каменни елементи – добре изпълнени пречупени дъги и красиви венци на куполите.
Хамамът през вековете е обновяван многократно, но запазва оригиналния си изглед. Последната реставрация е от 2005 до 2007 година и след нея хамамът става художествена галерия.